# Šarlo akrobata
Šarlo akrobata, glazbena skupina iz Beograda, koja je postojala od travnja 1980. do listopada 1981.

## Članovi
- Ivica Vdović, bubnjevi
- Dušan Kojić Koja, bas, vokal
- Milan Mladenović, vokal, gitara, kasnije Ekatarina Velika

## Diskografija

### Singlovi
- Mali čovek / Ona se budi (1981.)

### Albumi
- Paket aranžman (razni izvođači) (1981.)
- Bistriji ili tuplji čovek biva kad... (1981.)